# Anna (Oblast' di Voronež)
Anna (in russo  Анна?) è un insediamento di tipo urbano della Russia europea nell'oblast' di Voronež. È il centro amministrativo del rajon Anninskij. 
Si trova sul fiume Bitjug, 100 km a est di Voronež.